# Marie von Brühl
Pour les articles homonymes, voir Brühl.
La comtesse Marie von Brühl (3 juin 1779 - 28 janvier 1836) est une aristocrate allemande originaire de Thuringe. Outre son activité de mécène des arts à Berlin, elle est connue pour avoir édité et publié le travail de son mari Carl von Clausewitz, en particulier son traité militaire De la guerre.

## Jeunesse et vie à la cour
Marie von Brühl est née à Varsovie, elle est la fille du comte Carl Adolph von Brühl (de), fils de homme d'État Heinrich von Brühl, et de Sophie Gomm, tante du field marshal britannique Sir William Maynard Gomm. Ses parents l'ont nommée Marie-Sophie, mais elle est appelée Marie par sa famille. Elle est l'aînée de la fratrie; beaucoup de ses frères et sœurs meurent en bas âge et par conséquent Marie est très protectrice de sa sœur Fanny, qui a survécu à l'épidémie de variole. Lorsque Fanny, mariée à Friedrich August von der Marwitz, meurt en mars 1804 en raison de complications lors de son accouchement, Marie s'occupe de sa fille orpheline. Marie von Brühl traite également son jeune frère Fritz plus comme un fils que comme un frère.
Son éducation se fait chez elle sous la direction de son père. Il lui apprend à écrire et lire en français, et à composer des lettres d'une manière appropriée pour une dame de la haute société. Sa mère lui enseigne l'anglais, que Marie parle couramment et qu'elle enseignera plus tard aux enfants de ses amis. Marie et Fanny suivent également des cours de peinture, de musique et d'histoire. L'intention de leur mère est d'en faire des jeunes filles accomplies.
C'est une peintre talentueuse et une protectrice des arts. Elle est une amie intime de la romancière Bettina von Arnim et de son mari Achim von Arnim ainsi que de Sophie von Schwerin.
À l'âge de 18 ans, Marie von Brühl devient fille d'honneur de la reine douairière Frédérique-Louise de Hesse-Darmstadt. Cette fonction prend fin en février 1805 avec la mort de la reine. Elle devient ensuite la première dame d'honneur de la princesse Charlotte, qui n'a alors que onze ans.
En 1813, à la fin des guerres napoléoniennes, Marie von Brühl est infirmière bénévole dans un hôpital militaire.
Après la mort de son mari, Marie von Brühl est nommée première dame d'honneur de la princesse Augusta à Berlin. L'une de ses tâches est de s'occuper et d'éduquer le prince Frédéric, futur empereur Frédéric III.

## Mariage
Marie von Brühl rencontre Carl von Clausewitz en décembre 1803 par l'intermédiaire de leurs amis communs, la princesse Louise de Prusse et son mari le prince Antoni Henryk Radziwiłł. Leur rencontre a lieu moins d'un an après la mort inattendue de son père en raison de complications d'une maladie du foie en juillet 1802.
Sa mère désapprouve sa relation avec un homme de rang social inférieur. Clausewitz n'a en effet pas d'héritage et doit compter uniquement sur son salaire de lieutenant, ce qui n'est pas suffisant pour faire vivre une famille. Se marier sans la bénédiction de sa mère n'aurait pas été légalement possible. Marie elle-même hésite à s'engager dans une relation. Elle est dans la vingtaine lorsque sa correspondance avec Carl commence, elle est donc considérée comme ayant dépassé l'âge du mariage par la haute société. Marie von Brühl est l'une des rares femmes célibataires de l'époque à gagner un revenu par elle-même et elle ne veut pas perdre ce qu'elle appelle sa « liberté intérieure ».
Le couple officialise sa relation en mai 1806. En août 1810, Car von Clausewitz reçoit une lettre de Frédéric-Guillaume III qui lui annonce sa promotion au grade de major et lui donne l'autorisation officielle de se marier. Le 17 décembre 1810, le mariage est célébré. Le couple discute fréquemment de politique, de littérature et de l'actualité. Ils se considèrent comme égaux, ce qui est alors rare. Carl et Marie ne peuvent concevoir d'enfant. Il est aujourd'hui admis que c'est probablement à cause de la maladie chronique de Carl. Le couple est marié pendant 21 ans au total, jusqu'à la mort inattendue de Carl von Clausewitz des suites du choléra en 1831.
De 1832 à 1834, elle édite et publie plusieurs des livres de son époux, dont son plus célèbre, De la guerre. À l'été 1832, une maison d'édition de Berlin publie en effet des annonces annonçant la prochaine publication de De la Guerre. Avec l'aide de son frère, Marie transcrit les brouillons et insère des modifications en quelques mois.
Tout au long de leur mariage, Marie insiste pour que Carl lui envoie ses brouillons et notes, pour les mettre en lieu sûr. Il est en effet connu pour avoir un processus d'écriture désorganisé qui conduit souvent à des papiers perdus et des idées inachevées. Durant l'écriture de De la guerre, Marie s'occupe à la fois des recherches préparatoires et de la rédaction du livre. L'écriture de Marie se retrouve sur certaines pages du manuscrit, avec des notes et des références. De plus, elle écrit la préface de l'ouvrage.

## Dernières années et mort
Vers la fin de sa vie, Marie von Brühl se plaint d'une sensation d'oppression dans sa poitrine et de bourdonnements dans ses oreilles. Les responsabilités de sa vie à la cour et de la publication des ouvrages de son mari lui pèsent. Son entourage est préoccupé par sa santé, ses sautes d'humeur et ses fréquentes agitations. Marie subit de plus une grave dépression après une intense dispute avec sa mère.
Les médecins lui prescrivent divers traitements et médicaments, notamment des saignements et laxatifs. Ceux-ci semblent rendre Marie plus malade et moins lucide, et elle parle parfois d'elle-même à la troisième personne. Son cousin Carl von Brühl insiste pour la déplacer à Dresde pour sauver ce qui reste de sa santé. Selon l'une de ses infirmières, le bras de Marie semble avoir été infecté en raison de la pratique de la saignée. Elle a peut-être contracté une hépatite à cause des instruments de saignée. En raison du manque de connaissances sur la médecine moderne et les infections, le médecin de Dresde a simplement diagnostiqué à Marie des nerfs endommagés et arrête le traitement.
Le 28 janvier 1836, Marie von Brühl meurt à l'âge de 56 ans.

## Postérité
Son portrait du maréchal prussien August Neidhardt von Gneisenau est conservé dans la collection du Musée historique allemand.